# Drôles d'oiseaux (film, 1993)
Pour les articles homonymes, voir Drôles d'oiseaux.
Pour plus de détails, voir Fiche technique et Distribution.
Drôles d'oiseaux est un film français réalisé par Peter Kassovitz, sorti en 1993.

## Synopsis
Un ferrailleur (Bernard Giraudeau) et un horticulteur (Ticky Holgado) ont tous deux assassiné leur femme, un duo de policiers (Isabelle Gélinas et Patrick Chesnais) mène l'enquête.

## Fiche technique
- Titre : Drôles d'oiseaux
- Réalisation : Peter Kassovitz
- Scénario : Peter Kassovitz et Pierre Geller
- Photographie : Denis Lenoir
- Musique : Laurent Petitgirard
- Pays de production :  France
- Genre : comédie dramatique
- Date de sortie : 1993

## Distribution
- Bernard Giraudeau : Constant Van Loo
- Patrick Chesnais : Commissaire Voitot
- Ticky Holgado : Benoit Cabane
- Isabelle Gélinas : Inspecteur Camille Barski
- Danièle Lebrun : Marthe Mere
- Philippe Laudenbach : Robert
- Sophie Aubry : Marthe Fille
- Gérard Loussine : Jose
- Daniel Russo : Hosser
- Micky Sébastian : Annette Van Loo
- Evelyne Thomas : La journaliste de FR3
- Jean-Pierre Clami : Le gardien de l'aciérie
- Serge Hazanavicius : Le policier au commissariat